# Квартет Гварнери (фильм)
«Квартет Гварнери» — советский двухсерийный телевизионный художественный фильм, снятый 1978 году режиссёром Вадим Костроменко по заказу Государственного комитета Совета Министров СССР по телевидению и радиовещанию. Премьерный показ по Первой программе ЦТ состоялся 19 августа 1978 года.

## Сюжет
Действие фильма происходит в 1920-е годы Гражданской войны в России. Чекист Возницын и четверо музыкантов вступают в противоборство с группой иностранцев, которые, используя право дипломатической неприкосновенности, пытаются вывезти коллекцию раритетных музыкальных инструментов…

## В ролях
- Михаил Кузнецов — Пётр Григорьевич Лактионов, известный музыкант из Большого театра
- Юрий Соломин — Василий Игнатьевич Возницын, чекист
- Алексей Свекло — Владимир Даныш
- Георгий Назаренко — Борис Курынин
- Михаил Кисляров — Аба Сухлинский
- Александр Бениаминов — Исаак Соломонович Сухлинский, отец Абы
- Татьяна Иванова — Анна Сушко
- Юрий Прохоров — Прохор
- Дмитрий Миргородский — Григорий Вениаминович Мухортов
- Вацлав Дворжецкий — Эраст Викторович Буторин
- Мария Капнист — графиня
- Виктор Мягкий — консул
- Николай Сектименко — Колкин

## Съёмочная группа
- Автор сценария: Владлен Куксов
- Режиссёр-постановщик: Вадим Костроменко
- Оператор-постановщик: Николай Ильчук
- Художники-постановщики: Муза Панаева, Анатолий Овсянкин
- Постановщик трюков: Олег Федулов